# BBC Sessions 1969–1972 (Sampler)
BBC Sessions 1969—1972 (Sampler) — сборник британского рок-музыканта Дэвида Боуи, выпущенный в 1996 году. Этот релиз примечателен включением песни «I’m Waiting for the Man» из другой сессии на BBC, отличной от версии выпущенной на Bowie at the Beeb.
В примечаниях к списку композиций альбома Bowie at the Beeb подтверждается, что эта версия была записана во время другой сессии.

## Список композиций
Все песни написаны Дэвидом Боуи за исключением «Waiting For the Man», автором которой является Лу Рид.
1. «Hang On to Yourself» — 2:50
2. «Ziggy Stardust» — 3:19
3. «Space Oddity» — 4:15
4. «Andy Warhol» — 2:53
5. «Waiting For the Man» — 4:50
6. «Interview With Brian Matthews» — 1:27
7. «Let Me Sleep Beside You» — 2:42